# Froiz
Distribuciones Froiz, SA é uma cadeia de distribuição espanhola sediada em Poio (Pontevedra), Espanha. Está presente nas regiões espanholas da Galiza, Castela e Leão, Castela-La Mancha, Madrid e no norte de Portugal. A empresa foi fundada em Pontevedra em 1970 por Magín Alfredo Froiz e continua a ser uma empresa familiar .
É a décima sétima empresa com o maior volume de negócios na Galiza,. Em outubro de 2014, Froiz comprou a cadeia rival de supermercados Supermercados Moldes, tornando-se a terceira maior cadeia de supermercados da Galiza.

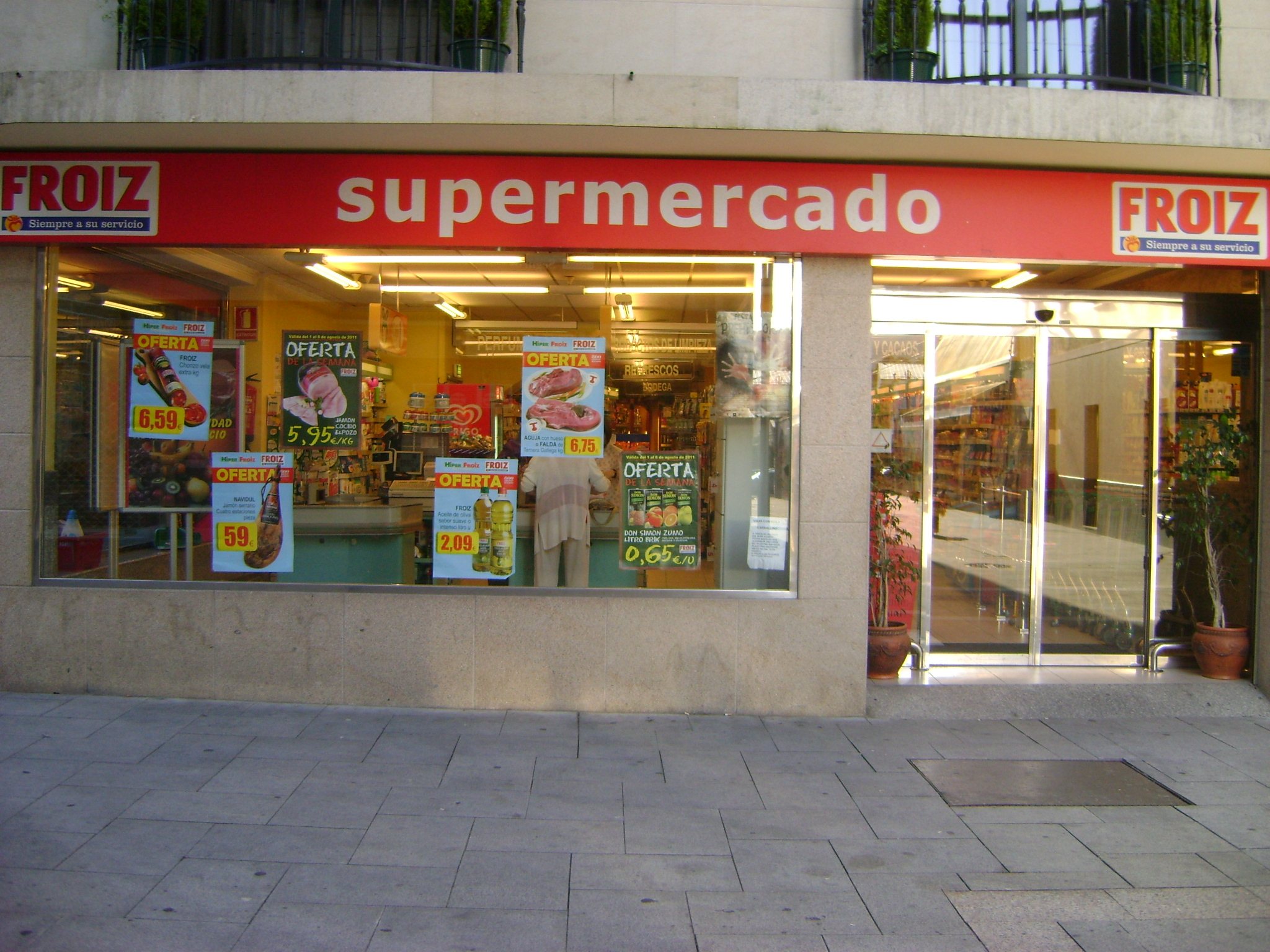
Supermercado Froiz

## Actividade
As actividades da Froiz estão agrupadas em quatro categorias, que diferem em tamanho e gama de produtos comercializados. Tandy ou Merca Mas é o nome dado às lojas de conveniência franqueadas Froiz. É possível encontrar muitos produtos de marca própria Froiz.
| nome                | Tipo de loja          | Número de lojas |
| ------------------- | --------------------- | --------------- |
| Supermercados Froiz | Supermercado          | 227             |
| Hiper Froiz         | Hipermercado          | 6               |
| Cash Froiz          | Cash & Carry          | 8               |
| Tandy / Merca Mas   | Lojas de conveniência | 72              |
| Total               | Total                 | 313             |

## Patrocínio
Froiz é o propriétario da equipa de ciclismo Grupo Deportivo Supermercados Froiz (Súper Froiz) e principal ex ciclista Evaristo Portela e o treinador equipa Sub23 GD Froiz da equipa patrocinador da equipa de ciclismo da Fundação Óscar Pereiro .

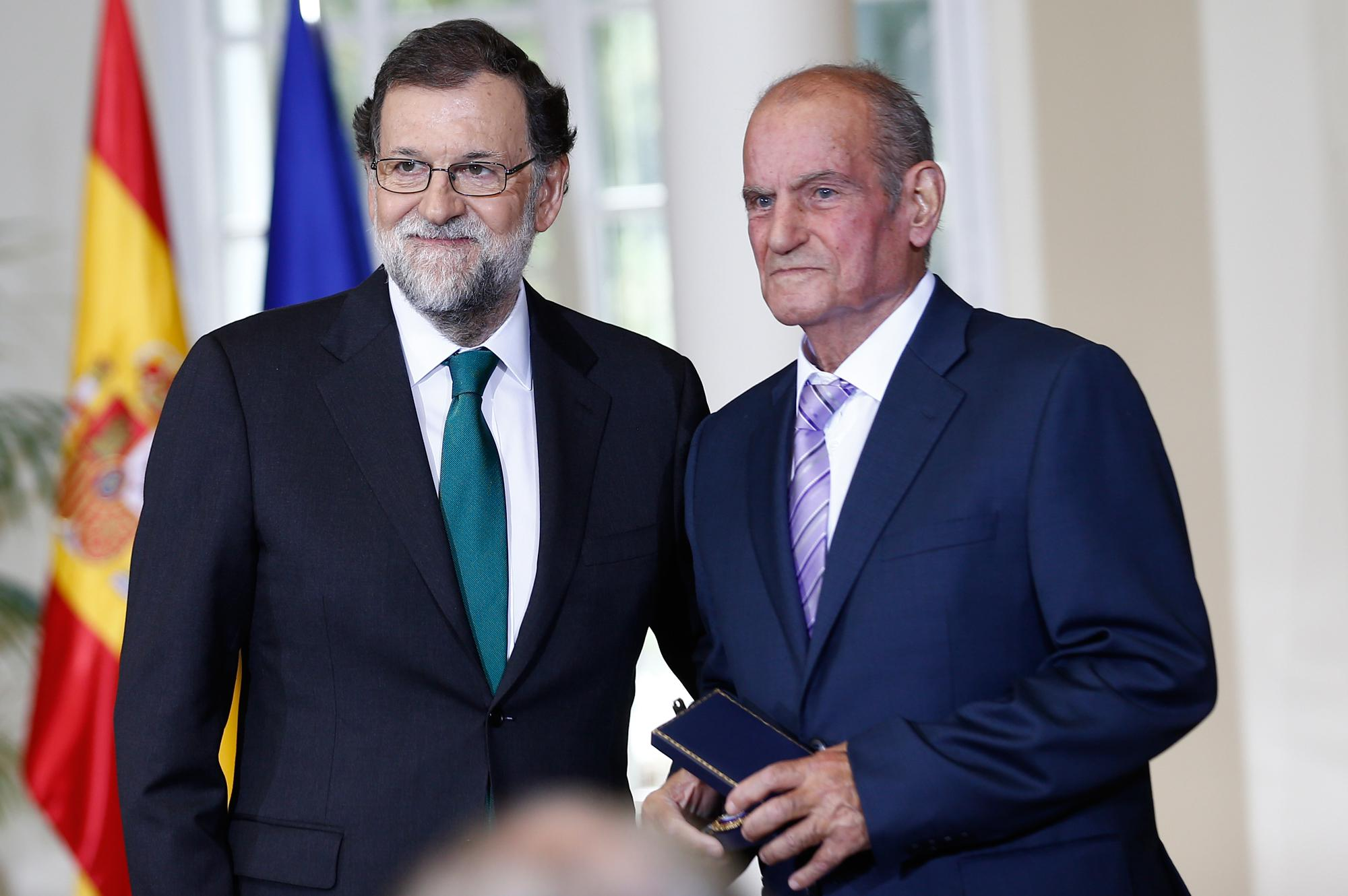
Mariano Rajoy e Magín Alfredo Froiz